# Мисс США 1975
Мисс США 1975 (англ. Miss USA 1975) — 24-й конкурс красоты Мисс США прошедший 17 мая 1975 года, на территории Ниагара-Фолс, города Нью-Йорк, Нью-Йорк. Победительницей конкурса стала Саммер Бартоломью из штата Калифорния.

## Результаты
| Итоговое место | Участница |
| -------------- | --- |
| Мисс США 1975  | - Калифорния — Саммер Бартоломью |
| 1-я Вице Мисс  | - Алабама — Памела Флауэрс |
| 2-я Вице Мисс  | - Северная Каролина — Констанс Дорн |
| 3-я Вице Мисс  | - Флорида — Мэри Хьюмс |
| 4-я Вице Мисс  | - Техас — Анди Эверс |
| Полуфиналистки | - Вашингтон (округ Колумбия) — Мэри Лэмонд - Гавайи — Лоис Уайз - Индиана — Джо Эллен Берриман - Кентукки — Кэрол Уоллес - Миссури — Нэнси ЛаРоуз - Нью-Джерси — Кэти Рассел - Виргиния — Линда МакКи |

### Специальные награды
| Награда              | Участница                      |
| -------------------- | ------------------------------ |
| Мисс Конгениальность | - Вермонт - Констанция Крабтри |
| Мисс Фотогеничность  | - Алабама - Памела Флауерс     |

- Конгениальность: Констанция Крабтри (Вермонт)
- Фотогеничность: Памела Флауерс (Алабама)

## Штаты-участницы
| - Алабама — Памела Флауерс - Аляска — Энди Хиггинс - Аризона — Санна Осгуд - Арканзас — Робин Филдс - Калифорния — Саммер Бартоломью - Колорадо — Эми Лонг - Коннектикут — Мишель Менегай - Делавэр — Сэнди МакКлюр - Вашингтон (округ Колумбия) — Мэри Лэмонд - Флорида — Мэри Хьюмс - Джорджия — Дайана Гудман - Гавайи — Лоис Уайз - Айдахо — Шарлин МакАртур - Иллинойс — Конни Рейф - Индиана — Джо Эллен Берриман - Айова — Кэтлин Дагган - Канзас — Роббин Луомас - Кентукки — Кэрол Уоллес - Луизиана — Ронда Шир - Мэн — Дениз Хилл - Мэриленд — Эллен Боуи - Массачусетс — Рила Посон - Мичиган — Дебра Холланд - Миннесота — Дон Ламотт - Миссисипи — Ли Кросс - Миссури — Нэнси ЛаРоуз | - Монтана — Сюзанна Демье - Небраска — Мэри Хот - Невада — Мадонна Эллисон - Нью-Гэмпшир — Бонни Гейтс - Нью-Джерси — Кэти Рассел - Нью-Мексико — Максин Уислер - Нью-Йорк — Соня Андерсон - Северная Каролина — Констанс Дорн - Северная Дакота — Рене Сэвилл - Огайо — Сандра Курдас - Оклахома — Гейла Брайан - Орегон — Тереза Фавро - Пенсильвания — Пэт Херли - Род-Айленд — Марис Лав - Южная Каролина — Робин Моррис - Южная Дакота — Ланетт Рабенберг - Теннесси — Шелли Смит - Техас — Анди Эверс - Юта — Андреа Войлок - Вермонт — Констанс Крэбтри - Виргиния — Линда МакКи - Вашингтон — Синди Бакстер - Западная Виргиния — Джойс Майерс - Висконсин — Рита Паттер - Вайоминг — Ким Принг |